# The Real Housewives of Beverly Hills
The Real Housewives of Beverly Hills (förkortat RHOBH) är en amerikansk reality-TV-serie som hade premiär 14 oktober 2010 på Bravo och fram till april 2015 visats i åtta säsonger. Serien följer några välbärgade kvinnors vardag i Los Angeles, Kalifornien.

## Tidslinje över medverkande
| Medverkande               | Säsonger             | Säsonger            | Säsonger            | Säsonger            | Säsonger            | Säsonger            | Säsonger            | Säsonger            | Säsonger            | Säsonger            | Säsonger            | Säsonger            | Säsonger            | Säsonger            |
| Medverkande               | 1                    | 2                   | 3                   | 4                   | 5                   | 6                   | 7                   | 8                   | 9                   | 10                  | 11                  | 12                  | 13                  | 14                  |
|                           | Senaste medverkande  | Senaste medverkande | Senaste medverkande | Senaste medverkande | Senaste medverkande | Senaste medverkande | Senaste medverkande | Senaste medverkande | Senaste medverkande | Senaste medverkande | Senaste medverkande | Senaste medverkande | Senaste medverkande | Senaste medverkande |
| ------------------------- | -------------------- | ------------------- | ------------------- | ------------------- | ------------------- | ------------------- | ------------------- | ------------------- | ------------------- | ------------------- | ------------------- | ------------------- | ------------------- | ------------------- |
| Kyle Richards             | Huvudroll            | Huvudroll           | Huvudroll           | Huvudroll           | Huvudroll           | Huvudroll           | Huvudroll           | Huvudroll           | Huvudroll           | Huvudroll           | Huvudroll           | Huvudroll           | Huvudroll           | Huvudroll           |
| Erika Girardi             |                      |                     |                     |                     |                     | Huvudroll           | Huvudroll           | Huvudroll           | Huvudroll           | Huvudroll           | Huvudroll           | Huvudroll           | Huvudroll           | Huvudroll           |
| Dorit Kemsley             |                      |                     |                     |                     |                     |                     | Huvudroll           | Huvudroll           | Huvudroll           | Huvudroll           | Huvudroll           | Huvudroll           | Huvudroll           | Huvudroll           |
| Garcelle Beauvais         |                      |                     |                     |                     |                     |                     |                     |                     |                     | Huvudroll           | Huvudroll           | Huvudroll           | Huvudroll           | Huvudroll           |
| Sutton Stracke            |                      |                     |                     |                     |                     |                     |                     |                     |                     | Vän                 | Huvudroll           | Huvudroll           | Huvudroll           | Huvudroll           |
| Bozoma Saint John         |                      |                     |                     |                     |                     |                     |                     |                     |                     |                     |                     |                     |                     | Huvudroll           |
|                           | Tidigare medverkande |                     |                     |                     |                     |                     |                     |                     |                     |                     |                     |                     |                     |                     |
| Lisa Vanderpump           | Huvudroll            | Huvudroll           | Huvudroll           | Huvudroll           | Huvudroll           | Huvudroll           | Huvudroll           | Huvudroll           | Huvudroll           |                     |                     |                     |                     |                     |
| Kim Richards              | Huvudroll            | Huvudroll           | Huvudroll           | Huvudroll           | Huvudroll           | Gäst                | Vän                 |                     | Gäst                | Gäst                |                     |                     | Gäst                |                     |
| Taylor Armstrong          | Huvudroll            | Huvudroll           | Huvudroll           | Gäst                | Gäst                | Gäst                |                     |                     |                     |                     |                     |                     |                     |                     |
| Adrienne Maloof           | Huvudroll            | Huvudroll           | Huvudroll           |                     | Gäst                | Gäst                | Gäst                | Gäst                |                     | Gäst                |                     |                     |                     |                     |
| Camille Grammer           | Huvudroll            | Huvudroll           | Vän                 |                     | Gäst                | Gäst                | Gäst                | Vän                 | Vän                 | Gäst                |                     |                     | Gäst                | Gäst                |
| Brandi Glanville          |                      | Vän                 | Huvudroll           | Huvudroll           | Huvudroll           | Gäst                |                     |                     | Gäst                | Gäst                |                     |                     |                     |                     |
| Yolanda Hadid             |                      |                     | Huvudroll           | Huvudroll           | Huvudroll           | Huvudroll           |                     |                     |                     |                     |                     |                     |                     |                     |
| Carlton Gebbia            |                      |                     |                     | Huvudroll           |                     |                     |                     |                     |                     |                     |                     |                     |                     |                     |
| Joyce Giraud              |                      |                     |                     | Huvudroll           |                     |                     |                     |                     |                     |                     |                     |                     |                     |                     |
| Lisa Rinna                |                      |                     |                     | Gäst                | Huvudroll           | Huvudroll           | Huvudroll           | Huvudroll           | Huvudroll           | Huvudroll           | Huvudroll           | Huvudroll           |                     |                     |
| Eileen Davidson           |                      |                     |                     |                     | Huvudroll           | Huvudroll           | Huvudroll           | Gäst                |                     | Gäst                |                     |                     |                     |                     |
| Kathryn Edwards           |                      |                     |                     |                     |                     | Huvudroll           |                     |                     |                     |                     |                     |                     |                     |                     |
| Teddi Mellencamp Arroyave |                      |                     |                     |                     |                     |                     |                     | Huvudroll           | Huvudroll           | Huvudroll           | Gäst                | Gäst                | Gäst                |                     |
| Denise Richards           |                      |                     |                     |                     | Gäst                |                     |                     |                     | Huvudroll           | Huvudroll           |                     |                     | Gäst                |                     |
| Crystal Kung Minkoff      |                      |                     |                     |                     |                     |                     |                     |                     |                     |                     | Huvudroll           | Huvudroll           | Huvudroll           |                     |
| Diana Jenkins             |                      |                     |                     |                     |                     |                     |                     |                     |                     |                     |                     | Huvudroll           |                     |                     |
| Annemarie Wiley           |                      |                     |                     |                     |                     |                     |                     |                     |                     |                     |                     |                     | Huvudroll           |                     |
|                           | Övriga medverkande   |                     |                     |                     |                     |                     |                     |                     |                     |                     |                     |                     |                     |                     |
| Dana Wilkey               | Gäst                 | Vän                 | Gäst                |                     |                     |                     |                     |                     |                     |                     |                     |                     |                     |                     |
| Faye Resnick              | Gäst                 | Gäst                | Vän                 |                     | Gäst                | Gäst                |                     | Gäst                | Gäst                | Gäst                |                     | Gäst                | Gäst                |                     |
| Marisa Zanuck             |                      |                     | Vän                 |                     |                     |                     |                     |                     |                     |                     |                     |                     |                     |                     |
| Eden Sassoon              |                      |                     |                     |                     |                     |                     | Vän                 |                     |                     |                     |                     |                     |                     |                     |
| Kathy Hilton              | Gäst                 |                     | Gäst                | Gäst                | Gäst                |                     |                     |                     | Gäst                | Gäst                | Vän                 | Vän                 | Gäst                | Vän                 |
| Sheree Zampino            |                      |                     |                     | Gäst                |                     |                     |                     |                     |                     | Gäst                | Gäst                | Vän                 |                     |                     |
| Jennifer Tilly            |                      |                     |                     |                     |                     |                     |                     |                     |                     | Gäst                |                     | Gäst                | Gäst                | Vän                 |